# Lambert Ier de Hesbaye
Pour les articles homonymes, voir Lambert de Hesbaye.
Pour les articles homonymes, voir Hesbaye (homonymie).
Lambert Ier (VIIe siècle) est un noble neustrien, référendaire de Dagobert Ier.
Il épousa Chrotlind, union dont naquirent Robert II, chancelier de France, et Théodard, évêque de Maastricht.
Il est parfois appelé Lambert Ier pour le distinguer de son petit-fils, Lambert II de Hesbaye, comte de Hesbaye.